# テルリド

テルリド（有機化合物）の一般構造式

テルリド (英: telluride) は一般式 R−Te−R' によって表される有機化合物の総称（R, R' は炭素置換基を示す）。エーテル、スルフィドのテルル類縁体である。あるいは、酸化数が(−II)のテルルをアニオンなどとして含む塩や無機化合物を指す。

## 有機テルリド
一般に強い悪臭を持つ液体または固体で、セレニド、スルフィドと類似した性質を持つ。有毒である。芳香族置換されたジアリールテルリドは揮発性が小さく、臭気は弱い。
セレノキシド、スルホキシドに相当する酸化物 (R−Te(=O)−R') はテルロキシドと呼ばれる。また、セレノン、スルホンに相当する酸化物 (R−Te(=O)2−R') はテルロンと呼ばれる。
エーテルに比べ水との水素結合は弱く、一般に水溶性は低い。通常、有機ハロゲン化物とテルラートアニオンとの反応により調製される。
{\displaystyle {\ce {R-X\ + R'-Te^- -> R-Te-R'\ + X^-}}}
また、グリニャール試薬や有機リチウム試薬へのテルル挿入反応からジテルリドを経由して合成する方法もある。
{\displaystyle {\ce {R-MgX\ + Te -> R-Te-MgX}}}
または、
{\displaystyle {\ce {R-Li\ + Te -> R-Te^-}}}
{\displaystyle {\ce {-> R-TeTe-R}}}
{\displaystyle {\ce {-> R-TeTe-R\ + Cu -> R-Te-R}}}
しかしながら、これらの方法では分子内にハロゲン原子を有するテルリドの合成が困難である。
そのため、分子内にハロゲンを有するテルリドは通常、相当するアニリンからジアゾニウム塩を調整し、カリウムシアノテルリドを作用させて合成する方法が一般に用いられている。

## テルル(−II)化合物
酸化数が(−II)のテルルを含む無機化合物として、テルル化水素 (H2Te、hydrogen telluride)、テルル化カドミウム (CdTe、cadmium telluride)、テルル化ナトリウム (Na2Te、sodium telluride)、テルル化カリウム (K2Te、potassium telluride)、などが知られる。